# Villamaría (ort)
Villamaría är en ort i Colombia.   Den ligger i departementet Caldas, i den centrala delen av landet, 170 km väster om huvudstaden Bogotá. Villamaría ligger 1 887 meter över havet och antalet invånare är 35 302.
Terrängen runt Villamaría är huvudsakligen kuperad, men norrut är den bergig. Terrängen runt Villamaría sluttar brant västerut. Runt Villamaría är det ganska tätbefolkat, med 100 invånare per kvadratkilometer. Närmaste större samhälle är Manizales, 2,7 km norr om Villamaría. I omgivningarna runt Villamaría växer i huvudsak städsegrön lövskog.